# Teus Sonhos (DVD)
Teus Sonhos é o quinto DVD do cantor Fernandinho, lançado pela Onimusic em 2013. Foi gravado no HSBC Arena, no Rio de Janeiro, em 16 de março de 2013.
Com a presença de mais de 20 mil pessoas, o DVD teve a direção de Alex Passos. A mixagem de som foi feita por Shane Wilson dos Estúdios Paragon, estúdio conhecido por seus trabalhos em alguns filmes feitos em Hollywood.
O repertório do disco conteve as faixas do álbum Teus Sonhos, além de canções de outros discos como:Já estou crucificado,do álbum Abundante chuva e Emanuel do álbum Sede de justiça.

## Faixas
1. Abertura
2. Infinitamente Mais
3. A Alegria do Senhor
4. Tudo é Possível
5. Jesus Filho de Deus/ Já Estou Crucificado
6. Uma Coisa Peço ao Senhor
7. Teus Sonhos
8. Caia Fogo
9. Vento Impetuoso
10. O Hino
11. Agindo Deus
12. Emanuel
13. Mil Cairão
14. Um dia em Tua Casa